# Carcarès-Sainte-Croix
Carcarès-Sainte-Croix är en kommun i departementet Landes i regionen Nouvelle-Aquitaine i sydvästra Frankrike. Kommunen ligger i kantonen Tartas-Est som tillhör arrondissementet Dax. År 2022 hade Carcarès-Sainte-Croix 540 invånare.

## Befolkningsutveckling
Antalet invånare i kommunen Carcarès-Sainte-Croix
Referens:INSEE